# Renaud De Putter
 (janvier 2011).
Améliorez-le ou discutez des points à vérifier. 
 (janvier 2011).
Si vous disposez d'ouvrages ou d'articles de référence ou si vous connaissez des sites web de qualité traitant du thème abordé ici, merci de compléter l'article en donnant les références utiles à sa vérifiabilité et en les liant à la section « Notes et références ».
Pour les articles homonymes, voir De Putter.
Renaud De Putter est né à Bruxelles en 1967. D’abord compositeur, mais très vite intéressé par les dimensions narratives et par l’image filmée, il se consacre depuis les années 2000 à la réalisation.
À la frontière du documentaire et de la fiction, ses films – presque tous coréalisés avec l’anthropologue et réalisateur Guy Bordin – peuvent aborder des contextes culturels très différents, mais explorent tous les questions de l’identité et de la mémoire (avec un intérêt particulier pour les histoires de vie et leurs aspects mythiques). Ils ont souvent une dimension musicale importante.

## Biographie
Réalisation et image filmée
Il réalise son premier film, Chants de simplification, (42 min) en 2002. Ce moyen métrage musical – avec les danseurs Mark Lorimer et Johanne Saunier, et les chanteurs David Linx et Hamida Tachfine –, évoque la métamorphose d'un personnage travesti et est présenté notamment au Festival Ars Musica (Bruxelles), au Roma Film Festival, et sur la chaine de télévision publique belge (RTBF), qui le coproduit.
En 2010, il réalise le moyen métrage Hors-Chant (32 min), avec Alexa Doctorow, Johanne Saunier et Cannelle Menguy. Ce film, qui lie la vie de la cantatrice canadienne Marie Toulinguet (1867-1935) et la disparition des Indiens Béothuks, reçoit le prix de la critique au festival "Le court en dit long" (Paris) et est sélectionné notamment au Festival d’Amiens et au Cineview Film Festival Toronto (Canada). Sa bande originale comprend l’air Addio a te qu’il a composé pour ce film, et qui est enregistré par la soprano Élise Gäbele et l’ensemble Musiques Nouvelles.
Avec Guy Bordin, il coréalise à partir de 2006 plusieurs films à la lisière du documentaire et de la fiction.
C’est tout d’abord J'ai rêvé (40 min, 2006), recueil de récits de rêve inuit collectés à Mittimatalik dans l’Arctique canadien, puis Daphne (30 min, 2009), histoires de vie de travestis samoans (Pacifique sud). En mai 2011, le long métrage Circe's Place (78 min, prix du meilleur documentaire au Salento International Film Festival en Italie) complète ce cycle de trois films, intitulé Upper passage trilogy, et centré sur le thème de la distance à soi-même et aux autres. Ces films sont présentés en sélection de nombre de festivals internationaux, dont le Festival du Film Indépendant de Lille, Filmer à tout prix – Bruxelles (Belgique), Instants vidéo de Marseille, Moscow International Visual Anthropology Festival (Russie), Festival du cinéma de Brive, DaKINO IFF (Roumanie), Festival international du film ethnographique du Québec (Canada), Festival international Anûû-rû Aboro (Nouvelle-Calédonie), Globians Doc Festival Berlin et Halle (Allemagne), Salento International Film Festival (Italie).
Ils réalisent en 2013 La Cavale blanche (117 min), avec notamment Isabelle Bats, Philippe Grand’Henry, Boris Lehman et la voix d'Edith Scob. Évocation du mythe de Faust aux lisières de la fiction et du documentaire, c’est une enquête poétique et philosophique qui mène le spectateur sur les traces de deux hommes décédés il y a quelques années dans leur quarantaine, l’un à Bruxelles et l’autre à Brest. Ce film a été sélectionné à l'Imperfectu International Film and Gender Studies Festival à Tijuana (Mexique, 2014) et au Cannes Underground Film Festival (2015) où il a reçu le prix du public pour les longs métrages francophones.
Dans la foulée du film précédent, L'être venu d'ailleurs (18 min, 2013) brosse le portrait de Dédée, prostituée bruxelloise, et connait une belle carrière en festivals : environ 50 sélections et une dizaine de prix, dont le prix du public à Doc en cours (Lyon, France), le prix du jury au Busan International Short Film Festival (Corée), une mention spéciale du Prix Don Quijote au International Short Film Festival à Evora (Portugal) ou le prix « La Vague » du meilleur court métrage international au Festival du cinéma international du cinéma francophone en Acadie (Canada).
Retour vers l’Arctique pour Les Maisons du Nord (20 min, 2015) qui évoque trois figures de missionnaires à Mittimatalik et Pelly Bay (les pères Guy Mary-Rousselière, Franz Van de Velde et Patrick Musumba), et leur rapport paradoxal à ce monde en mutation. Sélectionné entre autres au Festival Internacional de Curtas-Metragens de Faro (Portugal), au Festival international du cinéma francophone en Acadie (Canada), il a reçu le prix du meilleur court-métrage documentaire au  South West London International Film Festival en 2015.
En 2017, ils réalisent le long métrage de fiction L'Effacée (1h20), évocation d'une journée particulière de Charlotte Dufrène en 1910, à la veille de sa rencontre avec l’écrivain Raymond Roussel. Ce film – avec Aurore Latour, Alexa Doctorow, Christian Crahay, Louis Combeaud, Jeremy Siska, Jean Fürst et Lea Petra – est basé sur la recherche biographique qu'ils ont consacrée à Charlotte Dufrène (Vies de Charlotte Dufrène, Les Impressions nouvelles, 2016).
Composition musicale
Renaud De Putter est essentiellement autodidacte quant à la composition musicale. À partir de 1994, il travaille la composition avec Philippe Boesmans et en 2000, il participe au stage d'informatique musicale de l'Ircam (Paris).
Ses pièces sont interprétées par des solistes belges et étrangers, notamment Johan Bossers, Elise Gäbele, Stephane Ginsburgh, Garth Knox, Carine Zarifian, Mariano Ferrandez. Elles sont enregistrées sous les labels Sub Rosa, Fuga Libera et Cyprès. Il est titulaire des Prix De Greef et Astir de l’Académie royale de Belgique.
Une part importante de son catalogue est consacrée à des pièces vocales, des musiques de scène et de danse et des musiques de films (pour ses propres films et ceux d'autres réalisateurs : L’automne c’est triste en été de Nicolas Boucart, Vormittagspuck de Hans Richter, films expérimentaux d’Arthur Van Gehuchten).
Textes
Le livre Vies de Charlotte Dufrène, coécrit avec Guy Bordin et préfacé par le poète américain John Ashbery, est paru en 2016 aux Impressions Nouvelles. Cet ouvrage a reçu le Prix Scam littéraire 2016.
Des textes de Renaud De Putter sont par ailleurs parus dans plusieurs revues et anthologies (Sud, la Revue générale, L'Arbre à paroles) et l’un de ses recueils de poésie a reçu le Prix Lockem de l'Académie royale de Belgique. Ses récits (Marie T., Orlane, La vie et l'œuvre du compositeur de Thier, Penthésilée, Poppée, Les Chants de l'Effacée) ont donné lieu à des performances scéniques, notamment avec Isabelle Bats, Sébastien Jacobs, Aurore Latour, Aurélie Vauthrin, ou Sophie Jaskulski  – souvent dans le cadre du Festival Scènes à Seneffe ou au Théâtre-Poème/Poème 2 (Bruxelles).

## Filmographie

### Longs métrages
- 2011 : Circe's Place (78 min), coréalisé avec Guy Bordin, production Gsara, Kolinette Filmindustri et Hélicotronc bande annonce du film
- 2013 : La Cavale blanche (117 min), coréalisé avec Guy Bordin, avec Isabelle Bats, Philippe Grand’Henry, Boris Lehman, Edith Scob, Sophie Jaskulski, Alexa Doctorow, etc., production Hélicotronc, Spirale Production et Kolinette Filmindustri bande annonce du film
- 2017 : L'Effacée (80 min), coréalisé avec Guy Bordin, production Hélicotronc et Kolinette Filmindustri bande annonce du film

### Courts métrages
- 2002 : Chants de simplification (42 min), production Cobra films, avec Mark Lorimer et Johanne Saunier
- 2006 : J’ai rêvé (40 min), coréalisé avec Guy Bordin, production Gsara
- 2009 : Daphné, éloge du lointain (30 min), coréalisé avec Guy Bordin, production Gsara et Hélicotronc extrait du film
- 2009 : Timu (5 min), production Gsara et Hélicotronc
- 2010 : Hors-Chant (32 min), production Hélicotronc, avec Alexa Doctorow, Johanne Saunier, Cannelle Menguy et la voix d’Elise Gäbele
- 2013 : L'être venu d'ailleurs (20 min), coréalisé avec Guy Bordin, production Hélicotronc et Kolinette Filmindustri
- 2015 : Les Maisons du Nord (20 min), coréalisé avec Guy Bordin, production Hélicotronc et Kolinette Filmindustri

### Musiques de films
- Vormittagsspuck (réalisation Hans Richter, 1927)
- Les Eaux noires (réalisation Guy-Marc Hinant, 1999)
- Courts-métrages expérimentaux (réalisation Arthur Van Gehuchten, 1904)
- L'automne c'est triste en été (réalisation Nicolas Boucart, 2005)
- Timu (réalisation Renaud De Putter, 2008)
- L’éclusier (réalisation Nicolas Boucart, 2009)
- Daphné (réalisation Guy Bordin et Renaud De Putter, 2009)
- Hors-Chant (réalisation Renaud De Putter, 2010)
- Circe’s Place (réalisation Guy Bordin et Renaud De Putter, 2011)
- La Cavale blanche (réalisation Guy Bordin et Renaud De Putter, 2013)
- L'Effacée (réalisation Guy Bordin et Renaud De Putter, 2017)

## Compositions
- 1991 Musique de scène pour Le Marin de F. Pessoa
- 1992 Musique de scène pour Sueur de sang de Pierre-Jean Jouve
- 1995 L’homme-Neige, mélodrame pour soprano, piano et percussions, 50 min
- 1996 Surfaces pour piano, 15 min (cf. CD sub rosa Chorée)
- 1996 Salto, cinq mouvements pour danse-alto, 17 min 30 s (cf. CD sub rosa Is)
- 1997 Joual, pour saxophone soprano solo, clarinette, marimba, violon et alto, 10 min
- 1997 Chronique, 11 scènes musicales pour 3 chanteurs et clarinette, clarinette basse, harpe, marimba et violoncelle, sur un livret d'Étienne Leclercq, 30 min
- 1998 Corymbe, pour piano, 13 min 30 s (cf. CD sub rosa Chorée)
- 1998 Vormittagsspuk, pour clarinette, célesta, marimba, violon et contrebasse, 7 min
- 1999 Chorée, pour piano, douze études de mouvement, 26 min (cf. CD sub rosa Chorée)
- 1999 Passes, trio pour violon, violoncelle et piano, 8 min (cf. CD sub rosa Is)
- 1999 Is, quatre mouvements pour contrebasse et piano, 15 min (cf. CD sub rosa Is et coffret-compilation : Eclats - Musique contemporaine Wallonie - Bruxelles - 2002)
- 1999 Dédale, cinq pièce pour orchestre et voix, sur des textes d’Étienne Leclercq, 15 min
- 2000 Moire, pour deux piano, 8 min
- 2000 Trois temps morts, pour piano, 8 min (cf. CD sub rosa Is)
- 2000 Ressacs, pour voix, contrebasse, piano et percussions, 6 min (cf. CD sub rosa Passerelles)
- 2000 Questions sur l’amour, solo de viole d’amour, 20 min
- 2000 Pour m’entendre chanter, trois pièces pour luth renaissance, 8 min
- 2002 Chants de simplification, pour une voix de femme, une voix d’homme, guitare, piano et contrebasse, 42 min (cf. film Chants de simplification, Cobra Films, 2002)
- 2002 Pas un iota, quatre chansons sur des textes de William Cliff, pour voix d'homme, guitare et piano, 20 min
- 2002 Lunna, pour quatuor à cordes, 16 min
- 2003 Eclipse Sound, huit études de polyphonie pour piano, 25 min (cf. CD Fuga Libera Orlane-Cabaret)
- 2006 Orlane-Cabaret, 9 mélodies sur des textes d’Isabelle Bats, Geneviève Bergé, René de Ceccatty, Caroline Lamarche, Stéphane Lambert, Étienne Leclercq, Herman Melville, Laurence Vielle et William B. Yeats, 35 min (cf. CD. Fuga Libera Orlane-Cabaret)
- 2006 Addio a te, aria pour soprano et 21 instruments sur un texte de Renaud De Putter, 9 min 20 s (cf. film Hors-Chant, production Hélicotronc 2010)
- 2007 Jour et nuit, deux mouvements pour Penthésilée, piano seul, 10 min (cf. CD Fuga Libera Orlane-Cabaret)
- 2008 Poppea-Pop, pour piano, 9 min
- 2011 Portrait of Bathyllus, pour baryton et piano, sur un poème d’Anacréon, 5 min
- 2011 Hesperus, I lock my door upon myself, deux mélodies pour baryton et piano sur des textes de John Clare et Christina Rossetti, 8 min
- 2012 Jet lag, pour guitare, quintette à cordes, et percussions, 1 min
- 2012 Blue Devils, pour piano, 15 min
- 2014 Deux mélodies pour baryton et piano, 8 min, sur des poèmes de George Santayana et William Butler Yeats
- 2014 Pierrot polaire pour mezzo et piano, 4 min, sur un texte d'Albert Giraud
- 2015 Les Chants de L'Effacée, pour piano, 30 min (musique du film L’Effacée)

## Discographie
Disques monographiques
- Sub Rosa SR 131 Chorée
- Sub Rosa SR 166 Is
- Fuga Libera FUG703 Orlane-Cabaret

En compilations
- Sub Rosa SR 161 Passerelles
- Sub Rosa SR 138 Unclassical 0,1
- Éclats Musique contemporaine Wallonie-Bruxelles
- Cypres CYP4650 Musiques Nouvelles : coffret anniversaire